# 冷杉溪
《冷杉溪》（德语：Tannbach），是一部于2015年上映的德国迷你剧。故事背景为冷战时期，地點位于巴伐利亞州和圖林根州边界上一個名叫默德拉罗伊特的村庄，村中的一条小溪（冷杉溪）成了两国的分界线，也把村庄分为了两部分，使該地又有“小柏林”之稱。剧集重点讲述了三个家庭的历程，从中透视了民族被分裂的悲痛历史。

## 演员表
| 演员                                    | 角色                                     |
| --------------------------------------- | ---------------------------------------- |
| 海纳·劳特巴赫 Heiner Lauterbach         | 乔治·冯·史崔梭德 Georg von Striesow      |
| 娜塔莉亚·沃尔娜 Natalia Wörner          | 卡洛琳·冯·史崔梭德 Caroline von Striesow |
| 哈丽雅特·肯夫里乌斯 Henriette Confurius | 安娜·冯·史崔梭德 Anna von Striesow       |
| 娜嘉·乌尔 Nadja Uhl                     | 利斯贝特·埃勒尔 Liesbeth Erler           |
| 尤纳斯·奈伊 Jonas Nay                   | 弗里德里希·埃勒尔 Friedrich Erler        |
| 路德维格.特内普特 Ludwig Trepte         | 洛特尔·埃勒尔 Lothar Erler               |
| 马蒂娜·格德克 Martina Gedeck            | 希尔德·伏克勒 Hilde Vöckler              |
| 大卫·齐梅尔席德 David Zimmerschied      | 霍斯特·伏克勒 Horst Vöckler              |
| 亚历山大·黑尔德 Alexander Held          | 弗兰茨·绍贝尔 Franz Schober              |
| 弗洛里安·布鲁克纳 Florian Brückner      | 海因里希·绍贝尔 Heinrich Schober         |
| 约翰娜·比滕宾德 Johanna Bittenbinder    | 卡蒂·绍贝尔 Kathi Schober                |
| 玛丽亚·德拉古斯 Maria Dragus            | 特丽萨·普朗特尔 Theresa Prantl           |
| 森塔·奥特 Senta Auth                    | 莉萨·普朗特尔 Lisa Prantl                |
| 因加·布施 Inga Busch                    | 塞西莉·英霍夫 Cilly Imhoff               |
| 乔纳森·柏林 Jonathan Berlin             | 沃尔特·英霍夫 Walter Imhoff              |
| 罗纳德·泽尔费尔德 Ronald Zehrfeld       | 康拉·德沃纳 Konrad Werner                |

## 剧情梗概

### 第一季
冷杉溪是位于巴伐利亚和图林根州交界处一個名叫默德拉罗伊特的村庄。它在二战末期被美国人占领，但随后又被划为了苏联占领区。苏联人在冷杉溪进行了大刀阔斧的土地改革。没过多久，冷杉溪的主权被重新考虑。波茨坦会议后，分界最终被划在了村中的一条小溪上，后来变为东德和西德的分界线。故事的重点放在了三个家庭，出场角色有土地被没收的先代贵族史崔梭德和女儿安娜、投机取巧的纳粹分子绍贝尔、在屠杀中幸免的犹太人洛特尔等等。三个家庭被国界分隔，最终亲情也产生了无法消除的隔阂。

## 所获奖项
- 2015年斑比奖
  - 最佳女主角
  - 最佳男主角（提名）
- 2015年德国电视学院奖
  - 最佳音乐
  - 最佳化妆
- 2015年巴伐利亚电视奖
  - 特别奖
  - 最佳女主角（提名）
  - 最佳男主角（提名）
- 2016年德国电视奖
  - 最佳男主角
  - 最佳服装设计（提名）
  - 最佳音乐（提名）
- 2015年刚特·斯特拉克电视奖
  - 最佳女主角
- 2015年上海电视节
  - 白玉兰奖·最佳国外电视短剧[4][5]